# Xadrez nos Jogos Asiáticos de 2022
O evento de xadrez nos Jogos Asiáticos de 2022 foi realizado na Academia de Xadrez de Hangzhou na cidade de Hangzhou, na China, entre os dias 24 de setembro a 7 de outubro de 2023.
A China ganhou medalhas de ouro em três dos quatro eventos (xadrez rápido individual masculino, xadrez rápido individual feminino e equipe feminina), enquanto o Irã ganhou o ouro no evento de equipe masculina. A Índia ganhou a prata em ambos os eventos por equipe, enquanto os competidores do Uzbequistão ganharam a prata em ambos os eventos rápidos.

## Cronograma
| ● | Rodada | ● | Última rodada |

| Evento ↓ / Data →           | 24 Dom | 25 Seg | 26 Ter | 27 Qua | 28 Qui | 29 Sex | 30 Sáb | 1 Dom | 2 Seg | 3 Ter | 4 Qua | 5 Qui | 6 Sex | 7 Sáb |
| --------------------------- | ------ | ------ | ------ | ------ | ------ | ------ | ------ | ----- | ----- | ----- | ----- | ----- | ----- | ----- |
| Individual rápido masculino | ●●     | ●●     | ●●●    | ●●     |        |        |        |       |       |       |       |       |       |       |
| Equipe padrão masculino     |        |        |        |        |        | ●      | ●      | ●     | ●     | ●     | ●     | ●     | ●     | ●     |
| Individual rápido feminino  | ●●     | ●●     | ●●●    | ●●     |        |        |        |       |       |       |       |       |       |       |
| Equipe padrão feminino      |        |        |        |        |        | ●      | ●      | ●     | ●     | ●     | ●     | ●     | ●     | ●     |

## Medalhistas
| Evento                               | Ouro                                                                                           | Prata                                                                                         | Bronze |
| ------------------------------------ | ---------------------------------------------------------------------------------------------- | --------------------------------------------------------------------------------------------- | --- |
| Individual rápido masculino detalhes | CHN China Wei Yi                                                                               | UZB Uzbequistão Nodirbek Abdusattorov                                                         | UZB Uzbequistão Javokhir Sindarov                                                                                 |
| Equipe padrão masculino detalhes     | IRI Irã Parham Maghsoodloo Amin Tabatabaei Pouya Idani Bardia Daneshvar Amir Reza Pouraghabala | IND Índia Gukesh Dommaraju R Praggnanandhaa Vidit Gujrathi Arjun Erigaisi Pentala Harikrishna | UZB Uzbequistão Nodirbek Abdusattorov Javokhir Sindarov Nodirbek Yakubboev Jakhongir Vakhidov Shamsiddin Vokhidov |
| Individual rápido feminino detalhes  | CHN China Zhu Jiner                                                                            | UZB Uzbequistão Umida Omonova                                                                 | CHN China Hou Yifan                                                                                               |
| Equipe padrão feminino detalhes      | CHN China Hou Yifan Zhu Jiner Tan Zhongyi Zhai Mo                                              | IND Índia Koneru Humpy Harika Dronavalli Vaishali Rameshbabu Vantika Agrawal Savitha Shri B   | KAZ Cazaquistão Bibisara Assaubayeva Meruert Kamalidenova Zhansaya Abdumalik Dinara Saduakassova Alua Nurmanova   |

## Nações participantes
Um total de 134 atletas de 21 países competiram no xadrez nos Jogos Asiáticos de 2022:
- BAN Bangladesh (5)
- CHN China (8)
- TPE Taipé Chinês (2)
- HKG Hong Kong (10)
- IND Índia (10)
- INA Indonésia (7)
- IRI Irã (6)
- JPN Japão (2)
- KAZ Cazaquistão (10)
- KUW Kuwait (2)
- KGZ Quirguistão (5)
- MGL Mongólia (10)
- PHI Filipinas (9)
- QAT Catar (3)
- SGP Singapura (1)
- KOR Coreia do Sul (10)
- SRI Sri Lanka (1)
- THA Tailândia (8)
- UAE Emirados Árabes Unidos (5)
- UZB Uzbequistão (10)
- VIE Vietnã (10)

## Tabela de medalhas
| Pos.               | País               | Ouro | Prata | Bronze | Total |
| ------------------ | ------------------ | ---- | ----- | ------ | ----- |
| 1                  | China (CHN)        | 3    | 0     | 1      | 4     |
| 2                  | Irã (IRI)          | 1    | 0     | 0      | 1     |
| 3                  | Uzbequistão (UZB)  | 0    | 2     | 2      | 4     |
| 4                  | Índia (IND)        | 0    | 2     | 0      | 2     |
| 5                  | Cazaquistão (KAZ)  | 0    | 0     | 1      | 1     |
| Total (5 entradas) | Total (5 entradas) | 4    | 4     | 4      | 12    |